# Hrvatska ženska košarkaška reprezentacija
Hrvatska ženska košarkaška reprezentacija predstavlja Hrvatsku na međunarodnim natjecanjima. Pod vodstvom je Hrvatskog košarkaškog saveza.

## Izbornici i treneri
Za 2013.:
- seniorke: Stipe Bralić i Dejan Koronsovac
- do 18: Braslav Turić i Goran Šućurović
- do 16: Dean Nemec i Šime Vidaković

## Europsko prvenstvo
Hrvatska ženska košarkaška reprezentacija nastupila je četiri puta na završnom turniru Europskog prvenstva. 
Prvi put je sudjelovala na EP 1995. godine. U sastavu su igrale Monika Kovač, Slavica Pretreger, Linda Antić, Koraljka Hlede, Vedrana Grgin, Danira Bilić, Nikolina Grabovac, Žana Lelas, Mirjana Tabak, Vanda Baranović, Korana Longin, Sonja Kireta.
Drugi put sudjelovala je 1999. godine. U kvalifikacijskom ciklusu izbornik Damir Meštrović pozvao je ove igračice: Tihana Abrlić, Ivona Bogoje, Mirna Deak, Amra Đapo, Vedrana Grgin, Koraljka Hlede, Sonja Kireta, Gordana Komadina, Monika Kovač, Kristina Lelas, Žana Lelas, Korana Longin, Milijana Maganjić, Katarina Maloča, Marina Mazić, Emilija Podrug, Sandra Popović, Slavica Pretreger, Ivana Puzar, Anđa Radoš, Slobodanka Radović, Simona Šoda, Mirjana Tabak, Branka Vukičević.
Za europsko prvenstvo 2007. i treće sudjelovanje, Hrvatska je pobijedila u kvalifikacijskoj skupini za EP, ispred Njemačke, Poljske i Švedske. Izbornica Linda Antić-Mrdalj (suradnici: Sandra Pešić, Marko Blaće, stručni tajnik Boris Jakimenko) je na pripreme za EP pozvala 17 igračica, a to su: Sonja Kireta, Dea Klein-Šumanovac, Mirna Mazić, Lea Fabbri, Ana Lelas, Tina Periša, Marta Čakić, Josipa Bura, Božena Erceg, Luca Ivanković, Anđa Jelavić, Jelena Ivezić, Emilija Podrug, Milijana Maganjić, Petra Štampalija, Nikolina Ilijanić i Sandra Mandir. Završile su na diobi 13. do 16. mjesta. Unatoč tome što su Hrvatice bile prve po broju izgubljenih lopti nakon prvog kruga, statistike nakon prvog krug su otkrile neke dobre strane: Anđa Jelavić bila je prva osvojenim loptama (3 po utakmici), Sandra Mandir druga po asistencijama (4 po utakmici), a Sonja Kireta četvrta po blokiranim loptama (dvije po utakmici). U razdoblju tih dviju godina 2005. – 2007. HKS nije prijavio mladu (ispod 20) reprezentaciju za europsko prvenstvo.
2008. godine na početku priprema kvalifikacije za EP Latviji 2009., gdje je Hrvatska igrala u skupini C s Rumunjskom, Slovačkom, Francuskom i Mađarskom, izbornik Nenad Amanović mogao je računati na samo ove igračice: Anđa Jelavić, Iva Ciglar, Marta Čakić, Nikolina Ilijanić, Ana Lelas, Jelena Ivezić, Antonela Anić, Ivona Matić, Matea Vrdoljak, Josipa Bura, Petra Štampalija, Luca Ivanković, Marija Vrsaljko, Iva Slišković i Marina Mazić. Čak 10 mu je otkazalo, a radilo se o važnim igračicama. Sandra Mandir zbog trudnoće, Dea Klein-Šumanovac i Marianna Raguž zbog operacije, a preostale koje su otkazale bile su Božena Erceg, Sonja Kireta, Emilija Podrug, Tihana Abrlić Jurić, Emanuela Salopek, Ana Semren i Mirna Mazić, među kojima su neke od njih otkazale poziv zbog studentskih obveza.
Najbolji rezultat ostvaren je 2011. godine na prvenstvu u Poljskoj osvajanjem petog mjesta koje vodi na olimpijske kvalifikacije i izravan plasman na sljedeće prvenstvo u Francuskoj 2013. godine. Hrvatska je igrala oslabljena, bez Anđe Jelavić, Marije Vrsaljko te nedovoljno spremnom Anom Lelas.
Na pripreme za EP 2013. izbornik Stipe Bralić pozvao je ove igračice:  Ivu Ciglar (Perpignan), Anđu Jelavić (Samsun Basket), Antoniju Mišuru (Jolly), Emanuelu Salopek (Gospic Croatia), Moniku Bosilj (Gospić Croatia), Kristinu Benić (Jolly), Jelenu Ivezić (Ceyhan), Anu Lelas (Lattes Montpellier), Davorku Balić (ZKK Zadar), Mirnu Mazić (Novi Zagreb), Ivu Slišković (Spišska Nova Ves ), Josipu Buru (Gospić Croatia), Mariju Režan (Perfumerias Avenida), Lucu Ivanković (Jolly) i Mateu Vrdoljak (Novi Zagreb). Pozvao je i Sandru Mandir, no ovog puta potvrdila je da se je oprostila od reprezentativnog dresa.
Na pripreme za EP 2015. izbornik Braslav Turić pozvao je ove igračice: Lucu Ivanković, Ivu Slišković, Mariju Režan, Mirnu Mazić, Ivanu Tikvić, Anu Mariju Begić, Ninu Premasunac, Jelenu Ivezić, Anu Lelas, Antoniju Mišuru, Ivu Borović, Kristinu Benić, Ivu Todorić, Ružicu Džankić, Ivu Ciglar, Lanu Pačkovsku, Carmen Miloglav i Shavonte Zellous. Zbog ozljeda otpale su Marija Režan, Ana Lelas, Antonija Mišura, a zbog nepravovremenog sređivanja hrvatskih dokumenata, otpala je Shavonte Zellous. U izlučnom dijelu natjecanja za EP, Hrvatska nije igrala 1. krug, nego je u 2. krugu bila najbolja u skupini F pored Bugarske i Izraela. Početak europskog prvenstva slutio je na katastrofu s ozljedama. Na prvoj su se utakmici ozlijedila tri igračice, od čega dvije teško. Prijetila je opasnost da će turnir igrati samo s osam igračica. Kapetanica i glavna igračica Jelena Ivezić ozlijedila je već u 1. minuti prve utakmice ligamente gležnja, čije saniranje traje 7 - 8 dana, što znači da bi možebitno mogla se natjecati tek u drugom krugu glavnog turnira. Ružica Džankić ozlijedila je koljeno, no liječnici su ju uspjeli osposobiti za sljedeću utakmicu. Iva Todorić u 25. minuti slomila je stopalo zbog čega će duže vremena biti izočna s terena, a turnir je za nju završen.

## Mediteranske igre
Sastav koji je osvojio zlato na Mediteranskim igrama 1997. godine: 
Vanda Baranović, Vedrana Grgin, Sonja Kireta, Korana Longin, Slavica Pretreger, Monika Kovač, Emilija Podrug, Amra Đapo, Tihana Abrlić, Katarina Maloča, Lidija Gnjidić, Mirjana Tabak.
Sastav koji je osvojio zlato na Mediteranskim igrama 2001. godine: Amra Đapo, Božena Erceg, Koraljka Hlede, Ana Lelas, Katarina Maloča, Jasenka Marohnić, Marina Mazić, Emilija Podrug, Sandra Popović, Slavica Pretreger, Vanda Baranović-Urukalo, Jelena Zrnić
Sastav na MI 2005. u španjolskoj Almeriji: Emilija Podrug, Mirna Mazić, Anđa Jelavić, Sandra Pešić, Sandra Popović, Marta Čakić, Dea Klein-Šumanovac, Jelena Ivezić, Božena Erceg, Ana Roca, Jasenka Marohnić, Katarina Maloča i Iva Serdar. Izbornik: Viktor Kovač. Zbog ozljeda otpale su Korana Longin-Zanze, Ivona Bogoje i Sonja Kireta. U poluzavršnicu su pregazile domaću Španjolsku 20 razlike, no u završnici protiv Turkinja ispustile su zlato, iako su 1. četvrtinu vodile 22:10, te dvije minute prije kraja +6 i napad.
Na MI 2009. u Pescari osvojile su broncu, pobjedom nad Grčkom, nakon što su u poluzavršnici izgubile od nemediteranskog sastava Srbije, čime su zapravo Hrvatice na tim Mediteranskim igrama bile druga najbolja mediteranska reprezentacija. Hrvatice su igrale u sastavu: Jelena Ivezić (Gospić CO), Anđa Jelavić (Gospić CO), Tina Periša (Jolly JBS), Marta Čakić (Jolly JBS), Josipa Bura (Studenac Omiš), Neda Lokas (Jolly JBS), Iva Ciglar (Merkur), Antonija Mišura (Jolly JBS), Iva Slišković (Real Club Celta Vigo Urban), Mirna Mazić (Medveščak), Luca Ivanković (Jolly JBS), Sena Pavetić (Mann Filter Zaragoza).  Antonija Mišura je izabrana i za naljepšu športašicu Mediteranskih igara.
Hrvatska reprezentacija ne će braniti broncu, zbog stava HOO-a. U HOO-u to su obrazložili izjavom "Pooštrili smo kriterije pa će na Mediteranskim igrama moći nastupiti samo sportaši A kategorije." (predsjednik HOO Zlatko Mateša), što znači da oni koji nemaju medalje s europskih i svjetskih prvenstava ili Olimpijskih igara neće moći sudjelovati na Mediteranskim igrama, a u tajništvu HKS-a su objasnili to time "da je europsko prvenstvo u tijeku" (tajnik Drakšić).

## Olimpijske igre
S priprema za kvalifikacijski turnir za OI 2012., a koji se igra u Turskoj, otpale su s popisa izbornika Stipe Bralića Ivana Tikvić, Kristina Benić (ozljeda), Ana Semren, Marta Perlić (Čakić) i Sena Pavetić.. Na kvalifikacijski turnir su otputovale Jelena Ivezić, Anđa Jelavić, Antonija Mišura, Sandra Mandir, Emanuela Salopek, Iva Ciglar, Ana Lelas, Iva Slišković, Mirna Mazić, Lisa Karcic, Marija Vrsaljko i Luca Ivanković, u sastavu jačem nego na EP-u 2011., kad nisu igrale Anđa Jelavić ni Marija Vrsaljko odnosno Ana Lelas koja je na tom slavnom EP-u za hrvatsku žensku košarku igrala samo na dvjema utakmicama. Pobjedama u skupini nad Mozambikom i Južnom Korejom te u napetoj četvrtzavršnici protiv favorita Kanade, osigurale su si prvi povijesni plasman na Olimpijske igre.

## Mlade kategorije
Veliki uspjeh hrvatske ženske košarke u mlađim kategorijama bilo je 4. mjesto na svjetskom prvenstvu za mlade košarkašice koje se održalo 2003. u Hrvatskoj u Šibeniku. U borbi za broncu jače su bile Francuzice s 80:66 (43:39), a u poluzavršnici Brazilke 73:65 (33:36). Za Hrvatsku su igrale Martina Periša, Marta Čakić, Martina Gambiraža, Branka Vukičević, Petra Špac, Lea Fabbri, Tina Periša, Ana Lelas, Mirna Mazić, Maja Vejin, Iva Slišković i Martina Zubak. Trener je bio

## Sastav na EP 2011.
| Broj | Igračica        | Pozicija            | Datum i mjesto rođenja            | Visina | Klub                 |
| ---- | --------------- | ------------------- | --------------------------------- | ------ | -------------------- |
| 4    | Sandra Mandir   | bek šuter           | 4. kolovoza 1977. Zagreb          | 174 cm | Athinaikos Basket    |
| 5    | Lisa Karčić     | nisko krilo         | 11. studenoga 1986. New York      | 177 cm | Keflavik             |
| 6    | Antonija Mišura | organizatorica igre | 19. svibnja 1988. Šibenik         | 178 cm | Pays d'Aix Basket 13 |
| 7    | Marta Čakić     | bek šuter           | 16. kolovoza 1982. Drniš          | 175 cm | Athinaikos Basket    |
| 8    | Neda Lokas      | bek šuter           | 5. kolovoza 1985. Šibenik         | 179 cm | ŽKK Lupa promotion   |
| 9    | Mirna Mazić     | centar              | 24.12.1985 Zagreb                 | 188 cm | USK Prag             |
| 10   | Iva Ciglar      | organizatorica igre | 12. prosinca 1985. Slavonski Brod | 169 cm | COB Calais           |
| 11   | Ana Lelas       | centar              | 2. travnja 1983. Split            | 182 cm | Lattes-Montpellier   |
| 12   | Iva Slišković   | centar              | 4. rujna 1984. Zagreb             | 190 cm | Esperides            |
| 13   | Sena Pavetić    | centar              | 12. siječnja 1986. Osijek         | 198 cm | Gospić               |
| 14   | Luca Ivanković  | centar              | 26. rujna 1987. Split             | 199 cm | Jolly JBS            |
| 15   | Jelena Ivezić   | nisko krilo         | 17. ožujka 1984. Slavonski Brod   | 180 cm | Paniónios            |

izbornik  :  Stipe Bralić
pomoćnik :   Dejan Koronsovac

## Sastav na kvalifikacijama za OI 2012. i na OI 2012.
| Broj | Igračica         | Pozicija            | Datum i mjesto rođenja            | Visina | Klub                          |
| ---- | ---------------- | ------------------- | --------------------------------- | ------ | ----------------------------- |
| 4    | Sandra Mandir    | bek šuter           | 4. kolovoza 1977. Zagreb          | 174 cm | Gospić                        |
| 5    | Anđa Jelavić     | organizatorica igre | 1980.                             | 172 cm | Pankup Ted Kayseri Kolejspor  |
| 6    | Antonija Mišura  | organizatorica igre | 19. svibnja 1988. Šibenik         | 178 cm | Jolly                         |
| 7    | Lisa Karčić      | nisko krilo         | 11. studenoga 1986. New York      | 177 cm | Caja Rural Valbusenda         |
| 8    | Emanuela Salopek |                     | 1987.                             | 179 cm | ŽKK Novi Zagreb               |
| 9    | Marija Vrsaljko  | centar              | 1989.                             | 195 cm | Perfumerias Avenida Salamanca |
| 10   | Iva Ciglar       | organizatorica igre | 12. prosinca 1985. Slavonski Brod | 169 cm | Perpignan Basket              |
| 11   | Ana Lelas        | centar              | 2. travnja 1983. Split            | 182 cm | Lattes-Montpellier            |
| 12   | Iva Slišković    | centar              | 4. rujna 1984. Zagreb             | 190 cm | Rivas Ecopolis                |
| 13   | Mirna Mazić      | centar              | 24. prosinca 1985. Zagreb         | 188 cm | ŽKK Novi Zagreb               |
| 14   | Luca Ivanković   | centar              | 26. rujna 1987. Split             | 199 cm | Jolly JBS                     |
| 15   | Jelena Ivezić    | nisko krilo         | 17. ožujka 1984. Slavonski Brod   | 180 cm | Gospić                        |

izbornik  :  Stipe Bralić
pomoćnik :   Dejan Koronsovac

## Sastav na EP 2013.
Sastav na EP u Francuskoj. U odnosu na prošlo prvenstvo Hrvatska je oslabljena neigranjem Sandre Mandir koja se oprostila od reprezentacije i Mirne Mazić zbog operacije. U kvalifikacijama igrale su još 
| Broj | Igračica         | Pozicija            | Nadnevak i mjesto rođenja         | Visina | Klub                          |
| ---- | ---------------- | ------------------- | --------------------------------- | ------ | ----------------------------- |
| 4    | Jelena Ivezić    | bek šuterica        | 17. ožujka 1984. Slavonski Brod   | 182 cm | Ceyhan Belediye               |
| 5    | Anđa Jelavić     | organizatorica igre | 21. rujna 1980.                   | 171 cm | Samsun Basket                 |
| 6    | Antonija Mišura  | organizatorica igre | 19. svibnja 1988. Šibenik         | 178 cm | Jolly Šibenik                 |
| 7    | Kristina Benić   | krilni centar       | 4. lipnja 1988. Dubrovnik         | 183 cm | Jolly Šibenik                 |
| 8    | Emanuela Salopek | bek šuterica        | 18. travnja 1987. Niš             | 178 cm | Gospić                        |
| 9    | Marija Režan     | centar              | 8. kolovoza 1989.                 | 196 cm | Perfumerias Avenida Salamanca |
| 10   | Iva Ciglar       | organizatorica igre | 12. prosinca 1985. Slavonski Brod | 171 cm | Perpignan Basket              |
| 11   | Ana Lelas        | krilo               | 2. travnja 1983. Split            | 182 cm | Lattes-Montpellier            |
| 12   | Iva Slišković    | centar              | 4. rujna 1984. Zagreb             | 190 cm | Spišska Nova Ves              |
| 13   | Matea Vrdoljak   | bek-šuterica        | 19. studenoga 1985. Zagreb        | 183 cm | Novi Zagreb                   |
| 14   | Luca Ivanković   | centar              | 26. rujna 1987. Split             | 199 cm | Jolly JBS                     |
| 15   | Monika Bosilj    | bek-šuterica        | 23. prosinca 1985. Mostar         | 178 cm | Gospić                        |

izbornik  :  Stipe Bralić
pomoćnik :   Dejan Koronsovac

## Sastav na EP 2015.
Sastav na EP u Francuskoj. U odnosu na prošlo prvenstvo Hrvatska je oslabljena neigranjem ozlijeđenih Marije Režan, Ane Lelas, Antonije Mišure i Emanuele Salopek, dok je Anđa Jelavić završila košarkašku karijeru. Otpisana Matea Vrdoljak nije bila zadovoljna što se odmah nije našla na popisu 12 košarkašica, nego je bila "na čekanju", zbog čega je odbila suradnju i nije nastupila na europskom prvenstvu.
U kvalifikacijamasu još nastupile: Antonija Mišura, Emanuela Salopek, Ivana Šerić, Ana Lelas, Lana Pačkovski, Marija Režan
Postava na europskom prvenstvu:
| Broj | Igračica         | Pozicija            | Nadnevak i mjesto rođenja         | Visina | Klub                 |
| ---- | ---------------- | ------------------- | --------------------------------- | ------ | -------------------- |
| 4    | Jelena Ivezić    | bek šuterica        | 17. ožujka 1984. Slavonski Brod   | 182 cm | Passalacqua Ragusa   |
| 5    | Iva Borović      | organizatorica igre | 5. listopada 1988. Zadar          | 165 cm | ŽKK Medveščak        |
| 6    | Carmen Miloglav  | bek                 | 25. veljače 1991. Dubrovnik       | 172 cm | Ragusa Dubrovnik     |
| 10   | Iva Ciglar       | organizatorica igre | 12. prosinca 1985. Slavonski Brod | 171 cm | UE Sopron            |
| 11   | Ana-Marija Begić | centar              | 17. siječnja 1994. Split          | 191 cm | ŽKK Medveščak        |
| 12   | Iva Slišković    | centar              | 4. rujna 1984. Zagreb             | 190 cm | Beretta Famila Schio |
| 13   | Mirna Mazić      | krilo               | 24. prosinca 1985. Zagreb         | 188 cm | Agu Spor Kulubu      |
| 14   | Luca Ivanković   | centar              | 26. rujna 1987. Split             | 199 cm | Edirnespor           |
| 15   | Ivana Tikvić     | centar              | 20. ožujka 1994. Zagreb           | 189 cm | ŽKK Medveščak        |
| 21   | Ružica Džankić   | bek-šuterica        | 7. srpnja 1994. Zagreb            | 181 cm | ŽKK Medveščak        |
| 22   | Iva Todorić      | bek šuterica        | 24. ožujka 1993. Imotski          | 174 cm | ŽKK Medveščak        |

izbornik  :  Braslav Turić
pomoćnik :

## Sudjelovanja na velikim natjecanjima
| Godina | Olimpijske igre | Svjetska prvenstva | Europska prvenstva | Mediteranske igre |
| ------ | --------------- | ------------------ | ------------------ | ----------------- |
| 1991.  |                 |                    |                    |                   |
| 1992.  | bez nastupa     |                    |                    |                   |
| 1993.  |                 |                    |                    |                   |
| 1994.  |                 | bez nastupa        |                    |                   |
| 1995.  |                 |                    | 8.                 |                   |
| 1996.  | bez nastupa     |                    |                    |                   |
| 1997.  |                 |                    |                    | zlato             |
| 1998.  |                 | bez nastupa        |                    |                   |
| 1999.  |                 |                    | 6.                 |                   |
| 2000.  | bez nastupa     |                    |                    | zlato             |
| 2001.  |                 |                    |                    |                   |
| 2002.  |                 | bez nastupa        |                    |                   |
| 2003.  |                 |                    |                    |                   |
| 2004.  | bez nastupa     |                    |                    |                   |
| 2005.  |                 |                    |                    | srebro            |
| 2006.  |                 | bez nastupa        |                    |                   |
| 2007.  |                 |                    | 13. – 16.          |                   |
| 2008.  | bez nastupa     |                    |                    |                   |
| 2009.  |                 |                    | 4. u kv.sk.        | bronca            |
| 2010.  |                 | bez nastupa        |                    |                   |
| 2011.  |                 |                    | 5.                 |                   |
| 2012.  | 9. – 12.        |                    |                    |                   |
| 2013.  |                 |                    | 9. – 12.           | bez nastupa       |
| 2014.  |                 | bez nastupa        |                    |                   |
| 2015.  |                 |                    |                    |                   |

## Izbornici
- Damir Meštrović
- Linda Antić-Mrdalj
- Nenad Amanović
- Viktor Kovač (2003. – 2006.)
- Stipe Bralić
- Željko Ciglar (MI 2001)

## Poznate igračice
- Danira Bilić (rođ. Nakić)
- Žana Lelas
- Vedrana Grgin-Fonseca
- Koraljka Hlede
- Sandra Mandir

## Priznanja
- 2001., ženska športska ekipa godine u izboru Sportskih novosti